# 452

## Evenimente
- Attila, regele hunilor, invadează Italia.